# Логіново (Ленінградська область)
Логіново (рос. Логиново) — присілок Бокситогорського району Ленінградської області Росії. Входить до складу Климовського сільського поселення.
Населення — 12 осіб (2012 рік). 